# Malatestino Malatesta
Malatestino Malatesta (también conocido como Malatesta II ), tercer hijo de Malatesta da Verucchio y su primera esposa, Concordia, hija del vizconde imperial Enrighetto, probablemente nació en Rimini hacia 1254. Se convirtió en señor de Rímini a la muerte de su padre en 1312. Era hermano de Gianciotto Malatesta y Paolo Malatesta, quienes fueron inmortalizados por Dante Alighieri en el episodio de Paolo y Francesca de la Divina Comedia. Fue apodado el Ojo o el Tuerto debido a que había perdido un ojo en su infancia. Murió el 14 de octubre de 1317.
Malatestino también es mencionado por Dante en el Infierno, donde se le describe como un tirano como su padre, (Inf. XXVII vv. 46-48); también es hecho responsable del asesinato de Guido del Cassero y Angiolello da Carignano (Inf. XXVIII, vv. 76-84), considerados por el poeta como los dos mejores de Fano, que fueron asesinados brutalmente por ahogamiento en sacos sellados.

## Biografía
Participó en las guerras que asolaron Romaña y en 1288 fue declarado rebelde y privado de todos los cargos públicos por el rector papal Pietro Stefaneschi. Fue expulsado de Rímini con su familia el 5 de mayo de 1288, tras una revuelta popular. En esta circunstancia, recibió el encargo de su padre -junto con sus hermanos- de hacer volver al orden a los castillos de la región, que luego de lo sucedido apoyaban a la comuna de Rímini.
En octubre de 1288 Malatestino conquistó Auditore prendiéndole fuego y con la ayuda de Filippuccio di Iesi y otros aliados conquistó poco después el castillo de Montescudo. La conquista de Montescudo pronto se convirtió, sin embargo, en un asedio y habiendo sido capturado, fue llevado prisionero a Rímini. Su ausencia en las acciones militares no detuvo los planes de reconquista familiar, fortalecidos por nuevos acuerdos con la Santa Sede. La renovada alianza y la fuga de Malatestino de la prisión en marzo de 1289 aceleraron su regreso a la ciudad (marzo de 1290), pero el exilio se convirtió simplemente en encierro: Malatesta de Verucchio a Roncofreddo, Malatestino y Giovanni fuera del distrito de Rímini. Los malatestianos, sin embargo, no tardaron mucho en recuperar el centro de Romaña. Una revuelta popular, que estalló contra el rector papal en abril de 1290, les ofreció la oportunidad adecuada: a través de una brecha en las murallas, cerca de la casa de su hijo Malatestino, Malatesta da Verucchio irrumpió en la ciudad con un séquito armado, imponiendo su autoridad nuevamente.
Malatestino fue elegido podestà de Cesena durante la insurrección de Romaña contra la Iglesia. Dejando este cargo, se hizo nombrar podestà de Bertinoro (en ese momento un obispado) y se movió con sus hombres contra Cesena, para obligar al obispo Ildebrandino Guidi a dimitir.
En 1294 luchó de forma unilateral (sin el permiso de su padre) contra Guido da Montefeltro. El desenlace fallido de la expedición, limitado al sitio de Urbino, lo obligó a amoldarse a la conducta de su padre que, a nivel diplomático, había logrado obtener notables resultados.
La elección del nuevo rector, Pietro Guerra, volvió a dañar la relación entre la iglesia y los Malatestino. El 27 de abril de 1295 Malatestino se vio obligado a renunciar nuevamente a la podestá de Cesena, ciudad sobre la que de hecho había extendido su poder personal. Entregada al rector, la ciudad fue cedida a Montefeltro, pero la revancha malatestiana llegó pocos meses después.
El 27 de julio de 1296 Malatestino emprendió una acción armada contra Montefeltro que amenazaba a los güelfos de San Giovanni in Galilea, una región donde los señores de Rímini tenían algunas posesiones. En otoño se trasladó con el ejército al frente de Bolonia para ayudar al rector. El entendimiento se fortaleció en los años siguientes, cuando la autoridad del legado apostólico Matteo d'Acquasparta vaciló peligrosamente en Romaña y Tuscia y el apoyo de los malatesta resultó decisivo. Le correspondió también a Malatestino escoltar y rendir homenaje a Carlos de Valois, nuevo rector de las provincias papales, cuando el 1 de noviembre de 1301 entró en una Florencia desgarrada por las luchas internas.
En 1303, como capitano del popolo de Florencia, dirigió a los florentinos contra los exiliados comandados por Scarpetta y los derrotó en Mugello. Intentó apoderarse de Pistoia, pero fracasó y, por ello, en venganza, arrasó la campiña, regresando a Florencia con un botín muy rico.
A principios del siglo XIV, Malatesta da Verucchio comenzó a preparar los trámites para su sucesión y decidió dar a Malatestino el podestà de Rimini. De 1301 a 1317 Malatestino fue confirmado al frente de la ciudad. También trató de combinar, no sin dificultad, la obediencia a la Iglesia y los fines hegemónicos de la familia.
En 1306, invitó a Cattolica a Angiolello da Carignano y Guido del Cassero, líderes de Fano, con el pretexto de llegar a un acuerdo. En lugar de ello, los hizo matar y sus cuerpos fueron arrojados al mar. Con esta acción procuró el podestà de Fano para Pandolfo, de donde, sin embargo, pronto fue expulsado.
Malatestino prosiguió la línea política trazada por su padre, encaminada a mantener fuertes relaciones con la Santa Sede, que por un lado garantizaba un aliado imprescindible en la lucha antigibelina y, por otro, representaba un medio indispensable para la afirmación de los señores de Rimini en el territorio. En 1312, asistido por Bernardino da Polenta, Malatestino dirigió una fuerza armada de Cesena y Cervisi a Sogliano, donde una rama colateral de la familia Malatesta gobernaba con los gibelinos Della Faggiuola: la fortaleza, las torres y la ciudad fueron completamente arrasados.
Habiendo reconquistado Cervia, que le había sido arrebatada por Uberto, Malatesta emprendió una nueva expedición contra Forlì en junio de 1317, con la colaboración de Cesena, Bertinoro y el conde Diego di Larat, vicario del rector pontificio Roberto de Anjou. La acción fue la última de Malatestino, que murió en Rimini ese año, encomendando la podestá y la defensa de la ciudad de Romaña respectivamente a su medio hermano Pandolfo (I) y a su hijo Ferrantino.

## Linaje
Malatestino I Malatesta tuvo dos hijos:
- Ferrantino Malatesta
- Giovanni III Malatesta